# Naguanagua
Naguanagua ist eine Stadt im Bundesstaat Carabobo im Norden Venezuelas. Sie liegt die nördlich von Valencia, hatte 2002 etwa 168.224 Einwohner und ist Sitz des gleichnamigen Bezirks (Municipio).
Manche Gebäude der Universidad de Carabobo befinden sich in Naguanagua.

## Geschichte

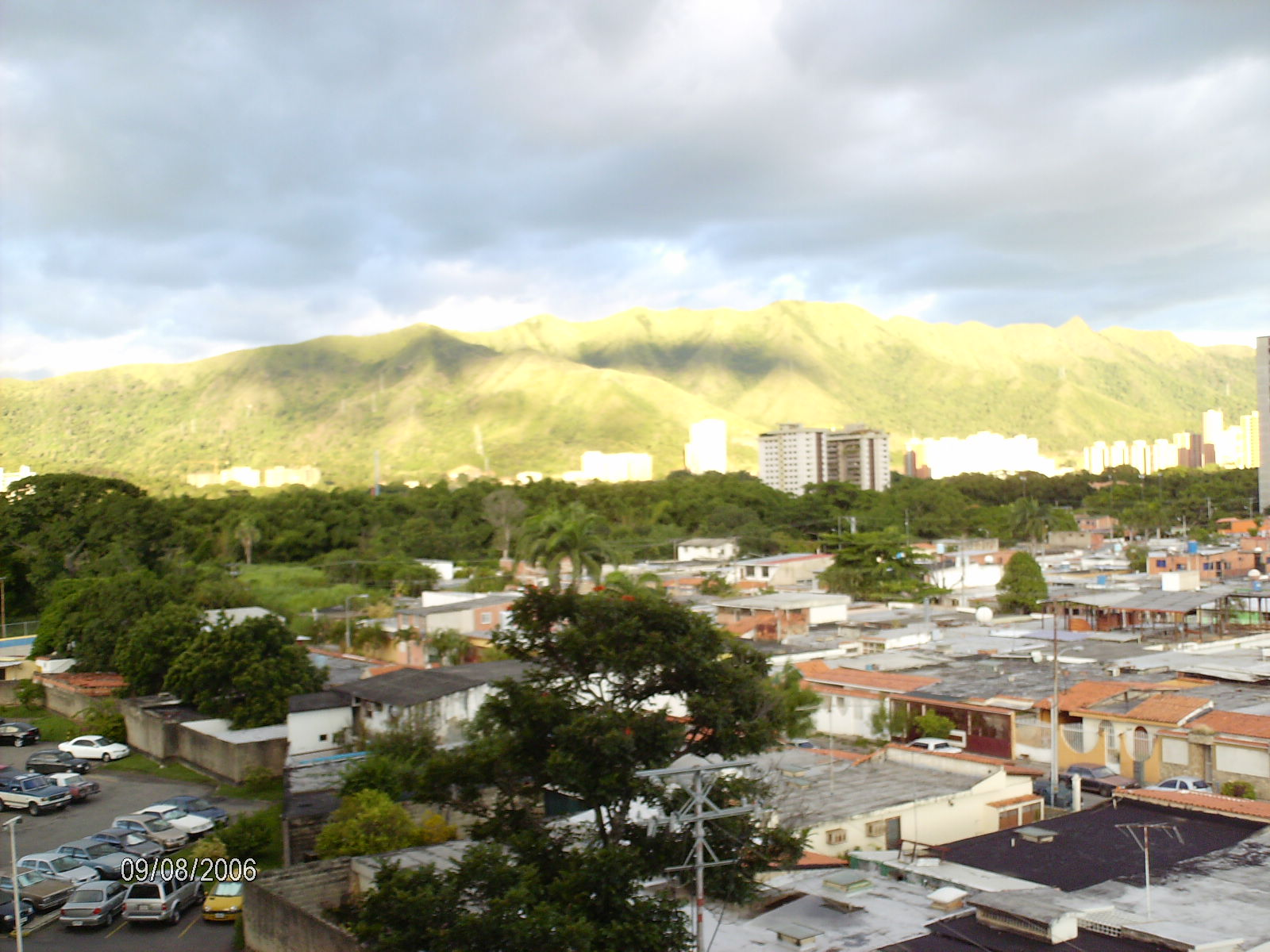
Viertel Las Quintas de Naguanagua I Etapa

Ursprünglich bewohnten Indígenas, die der Kultur der Valencioiden zuzuzählen sind, diese Region. Der Name Naguanagua soll Überfluss an Wasser bedeuten. Naguanagua als Stadt wurde am 14. Mai 1782 vom Bischof von Caracas Don Mariano Martí gegründet. Am Ende des zwanzigsten Jahrhunderts wuchs die Stadt räumlich mit Valencia zusammen.